# Anita Gara
Anita Gara (* 4. März 1983 in Budapest) ist eine ungarische Schachmeisterin.

## Einzelerfolge
Anita Gara wurde 1997 zur Internationalen Meisterin der Frauen (WIM) ernannt, im Jahr 2001 erhielt sie den Titel Schach-Großmeister der Frauen (WGM) und 2009 den Titel Internationaler Meister (IM). Die erforderlichen IM-Normen hatte sie im April 2003 beim First Saturday in Budapest, im Oktober 2004 bei der Schacholympiade in Calvià und im November 2008 beim TENKES Kupa Open in Harkány erfüllt.
Anita Gara wurde in den Jahren 2000, 2001, 2009, 2013, 2016 und 2017 ungarische Frauenmeisterin und gewann 2004 das WGM-Turnier des Gold Cups in Szombathely.
Mit ihrer besten Elo-Zahl von 2405 im Januar 2005 belegte Anita Gara den 51. Platz der FIDE-Weltrangliste der Frauen und den ersten Platz der ungarischen Frauenrangliste der damals aktiven Spielerinnen.

## Mannschaftsschach

### Nationalmannschaft
Anita Gara nahm mit Ungarn in den Jahren 2000, 2002, 2004, 2006, 2012, 2014, 2016 und 2018 an acht Schacholympiaden der Frauen teil und holte dabei 45 Punkte aus 72 Partien.
Bei den Mannschaftseuropameisterschaften der Frauen gehörte sie 1997, 2003, 2005, 2007, 2009, 2011, 2013, 2017 und 2019 zur ungarischen Auswahl und erreichte dabei 29 Punkte aus 50 Partien. 2003 erreichte sie mit der Mannschaft den zweiten Platz, 2005 in der Einzelwertung am vierten Brett den dritten Platz. Gara nahm außerdem an der Mannschaftsweltmeisterschaft der Frauen 2019 teil.

### Vereinsschach
Anita Gara spielt in der NB I. Szabó László csoport, der höchsten ungarischen Spielklasse, seit der Saison 2009/10 für den Budapester Verein Pénzügyőr Sport Egyesület. Vorher spielte sie in der Saison 2001/02 für den Vízügyi SC und ab der Saison 2002/03 für Magyar Testgyakorlók Köre Erzsébetváros (bis 2007 Postás MATÁV Sport Egyesület), mit dem sie auch 2005 am European Club Cup der Frauen teilnahm.
In der britischen Four Nations Chess League spielte sie in den Spielzeiten 2008/09 und 2011/12 für Cambridge University.
In Frankreich spielte Anita Gara beim Club d’Echecs d’Annemasse in der zweithöchsten Spielklasse, der Nationale I sowie in der höchsten Spielklasse der Frauen, der Top 12. Sie wurde 2014 französische Mannschaftsmeisterin der Frauen.
In Deutschland gehört Anita Gara seit vielen Jahren (unterbrochen von der Saison 2015/16, in der sie für die SG 1871 Löberitz in der Oberliga Ost spielte) dem SV Großhansdorf an. Zwischen 2000 und 2005 spielte sie außerdem in der Frauenbundesliga, und zwar in der Saison 2000/01 bei der Spielvereinigung Leipzig 1899 und in den Spielzeiten 2001/02, 2002/03 und 2004/05 beim USV Halle. Seit der Saison 2015/16 spielt sie mit der SG 1871 Löberitz außerdem in der zweiten Frauenbundesliga.

## Sonstiges
Ihre Schwester Tícia gehört auch zur ungarischen Spitze im Frauenschach und trägt ebenfalls den WGM-Titel.